# Малая (линеен кораб, 1915)
Малая (на английски: HMS Malaya) е британски линеен кораб – супердредноут. Кораб от типа „Куин Елизабет“. Наречен е в чест на федералните малайски държави, заплатили за неговото построяване. Взема участие в двете световни войни.

## История на службата
През Първата световна война линкора участва в Ютландското сражение. Получава 8 попадения, „Малая“, въпреки това, има само леки повреди.
През Втората световна война линкора се използва основно за ескорт на търговските кервани в Атлантическия океан и Средиземно море.